# گوزن سمبر
گوزن سمبر (نام علمی: Rusa unicolor) از بزرگترین انواع گوزن و بومی شبه‌قاره هند و جنوب شرق آسیا است که توسط انسان در استرالیا و نیوزیلند هم رها شده است.